# Cesare Riario
Cesare Riario (Roma, 24 agosto 1480 – Padova, 18 dicembre 1540) è stato un arcivescovo cattolico italiano.

## Biografia
Nacque il 24 agosto 1480 da Girolamo Riario e Caterina Sforza, cugino di Raffaele Riario. Il 3 giugno 1499, all'età di soli 18 anni, fu nominato amministratore apostolico dell'arcidiocesi di Pisa, di cui divenne arcivescovo consacrato nel 1506, venendo successivamente trasferito nel 1518 alla diocesi di Malaga.
Morì nel 1540 e fu sepolto nella Sala del Capitolo dei Padri di Sant'Antonio di Padova, nell'omonima basilica.
Viene indicato come abate del monastero di San Pietro in Ciel d'Oro di Pavia, Patriarca d'Alessandria e Patrizio Veneto, quest'ultimo titolo ereditato dal padre.
Era zio materno di Giovan Girolamo de' Rossi.

## Ascendenza
|                                           |                                     |                                                        | Genitori                                   |  |  | Nonni |  |  | Bisnonni        |  |  | Trisnonni         |  |
|                                           |                                     |                                                        |                                            |  |  |       |  |  | Raffaele Riario |  |  | Bartolomeo Riario |  |
|                                           |                                     |                                                        |                                            |  |  |       |  |  | Raffaele Riario |  |  | Bartolomeo Riario |  |
|                                           |                                     | …                                                      |                                            |  |  |       |  |  | Raffaele Riario |  |  |                   |  |
| Paolo Riario                              |                                     |                                                        |                                            |  |  |       |  |  | Raffaele Riario |  |  |                   |  |
|                                           |                                     | Teodorina Spinola                                      | Niccolò Spinola                            |  |  |       |  |  |                 |  |  |                   |  |
|                                           |                                     | Teodorina Spinola                                      | Niccolò Spinola                            |  |  |       |  |  |                 |  |  |                   |  |
|                                           |                                     | Teodorina Spinola                                      | …                                          |  |  |       |  |  |                 |  |  |                   |  |
| Girolamo Riario, signore di Imola e Forlì |                                     | Teodorina Spinola                                      |                                            |  |  |       |  |  |                 |  |  |                   |  |
|                                           |                                     | Leonardo della Rovere                                  | …                                          |  |  |       |  |  |                 |  |  |                   |  |
|                                           |                                     | Leonardo della Rovere                                  | …                                          |  |  |       |  |  |                 |  |  |                   |  |
|                                           |                                     | Leonardo della Rovere                                  | …                                          |  |  |       |  |  |                 |  |  |                   |  |
| Bianca della Rovere                       |                                     | Leonardo della Rovere                                  |                                            |  |  |       |  |  |                 |  |  |                   |  |
|                                           |                                     | Luchina Monleone                                       | Giovanni Monleone                          |  |  |       |  |  |                 |  |  |                   |  |
|                                           |                                     | Luchina Monleone                                       | Giovanni Monleone                          |  |  |       |  |  |                 |  |  |                   |  |
|                                           |                                     | Luchina Monleone                                       | Caterina Cipolla                           |  |  |       |  |  |                 |  |  |                   |  |
| Cesare Riario                             |                                     | Luchina Monleone                                       |                                            |  |  |       |  |  |                 |  |  |                   |  |
|                                           | Francesco Sforza, IV duca di Milano | Giacomo "Muzio" Attendolo "Sforza", conte di Cotignola |                                            |  |  |       |  |  |                 |  |  |                   |  |
|                                           | Francesco Sforza, IV duca di Milano | Giacomo "Muzio" Attendolo "Sforza", conte di Cotignola |                                            |  |  |       |  |  |                 |  |  |                   |  |
|                                           | Francesco Sforza, IV duca di Milano | Lucia Terzani                                          |                                            |  |  |       |  |  |                 |  |  |                   |  |
| Galeazzo Maria Sforza, V duca di Milano   | Francesco Sforza, IV duca di Milano |                                                        |                                            |  |  |       |  |  |                 |  |  |                   |  |
|                                           |                                     | Bianca Maria Visconti                                  | Filippo Maria Visconti, III duca di Milano |  |  |       |  |  |                 |  |  |                   |  |
|                                           |                                     | Bianca Maria Visconti                                  | Filippo Maria Visconti, III duca di Milano |  |  |       |  |  |                 |  |  |                   |  |
|                                           |                                     | Bianca Maria Visconti                                  | Agnese del Maino                           |  |  |       |  |  |                 |  |  |                   |  |
| Caterina Sforza                           |                                     | Bianca Maria Visconti                                  |                                            |  |  |       |  |  |                 |  |  |                   |  |
|                                           |                                     | …                                                      | …                                          |  |  |       |  |  |                 |  |  |                   |  |
|                                           |                                     | …                                                      | …                                          |  |  |       |  |  |                 |  |  |                   |  |
|                                           |                                     | …                                                      | …                                          |  |  |       |  |  |                 |  |  |                   |  |
| Lucrezia Landriani                        |                                     | …                                                      |                                            |  |  |       |  |  |                 |  |  |                   |  |
|                                           |                                     | …                                                      | …                                          |  |  |       |  |  |                 |  |  |                   |  |
|                                           |                                     | …                                                      | …                                          |  |  |       |  |  |                 |  |  |                   |  |
|                                           |                                     | …                                                      | …                                          |  |  |       |  |  |                 |  |  |                   |  |
|                                           |                                     | …                                                      |                                            |  |  |       |  |  |                 |  |  |                   |  |